# Futbol arreu del món
El futbol (de l'anglès football, "pilota de peu"), és un esport d'equip considerat l'esport més popular del món.
El joc modern va ser creat a Anglaterra després de la creació de la "The Football Association" i es va estendre arreu del món impulsat per l'expansió de l'Imperi Britànic, primer, i per les colònies d'immigrants, més tard.

## Per continents

### Afiliats a FIFA

Mapa del món amb els sis organismes intercontinentals de la FIFA.

| Continent                         | Organisme                                                            | Abbr.    | Num. | FIFA num. | Principals competicions | Principals competicions |
| Continent                         | Organisme                                                            | Abbr.    | Num. | FIFA num. | De clubs                | De seleccions           |
| --------------------------------- | -------------------------------------------------------------------- | -------- | ---- | --------- | ----------------------- | ----------------------- |
| Àfrica                            | Confederació Africana de Futbol                                      | CAF      | 56   | 54        | Lliga de Campions       | Copa d'Àfrica de Futbol |
| Àfrica                            | Confederació Africana de Futbol                                      | CAF      | 56   | 54        | Copa Confederació       | Campionat de Nacions    |
| Àfrica                            | Confederació Africana de Futbol                                      | CAF      | 56   | 54        | Supercopa africana      | N/D                     |
| Àsia                              | Confederació Asiàtica de Futbol                                      | AFC      | 47   | 46        | Lliga de Campions       | Copa d'Àsia             |
| Àsia                              | Confederació Asiàtica de Futbol                                      | AFC      | 47   | 46        | Copa de l'AFC           | Copa Solidaritat        |
| Europa                            | Unió d'Associacions Europees de Futbol                               | UEFA     | 55   | Tots      | Lliga de Campions       | Campionat d'Europa      |
| Europa                            | Unió d'Associacions Europees de Futbol                               | UEFA     | 55   | Tots      | Lliga Europa            | Lliga de les Nacions    |
| Europa                            | Unió d'Associacions Europees de Futbol                               | UEFA     | 55   | Tots      | Supercopa d'Europa      | Copa de les Regions     |
| Amèrica del Nord, Central i Carib | Confederació del Nord, Centreamèrica i el Carib de Futbol Associació | CONCACAF | 41   | 35        | Lliga de Campions       | Copa d'Or               |
| Amèrica del Nord, Central i Carib | Confederació del Nord, Centreamèrica i el Carib de Futbol Associació | CONCACAF | 41   | 35        | Lliga de la CONCACAF    | Lliga de les Nacions    |
| Oceania                           | Confederació de Futbol d'Oceania                                     | OFC      | 14   | 11        | Lliga de Campions       | Copa de Nacions         |
| Amèrica del Sud                   | Confederació Sud-americana de Futbol                                 | CONMEBOL | 10   | Tots      | CONMEBOL Libertadores   | Copa Amèrica            |
| Amèrica del Sud                   | Confederació Sud-americana de Futbol                                 | CONMEBOL | 10   | Tots      | Copa Sud-americana      | Copa Amèrica            |
| Amèrica del Sud                   | Confederació Sud-americana de Futbol                                 | CONMEBOL | 10   | Tots      | Recopa Sud-americana    | Copa Amèrica            |

### Altres organismes
| Organisme  | Nom                                                | Membres | Principals competicions       |
| ---------- | -------------------------------------------------- | ------- | ----------------------------- |
| ConIFA     | Confederació d'Associacions de Futbol Independents | 25      | Copa del Món de Futbol ConIFA |
| IGA        | Associació Internacional dels Jocs Insulars        | 24      | Jocs Insulars                 |
| MFA        | Micronational Football Association                 | 24      | MFA World Cup                 |
| N.F.-Board | Nouvelle Fédération-Board                          | 50      | Viva World Cup                |

## Europa

Membres de la UEFA.

### Països Catalans
| Comunitat/País | General                    | Federació | Selecció | Clubs | Lliga     | Copa | Altres competicions |
| -------------- | -------------------------- | --------- | -------- | ----- | --------- | ---- | ------------------- |
| Andorra        | Futbol a Andorra           | FAF       | Selecció | Clubs | Lliga     | Copa | Competicions        |
| Catalunya      | Futbol a Catalunya         | FCF       | Selecció | Clubs | Lliga (†) | Copa | Competicions        |
| País Valencià  | Futbol al País Valencià    | FFCV      | Selecció | Clubs | Lliga (†) | N/D  | Competicions        |
| Illes Balears  | Futbol a les Illes Balears | FBF       | Selecció | Clubs | Lliga (†) | Copa | Competicions        |

### Europa mediterrània
| Estat                | General                       | Federació | Selecció | Clubs | Lliga | Copa | Altres competicions |
| -------------------- | ----------------------------- | --------- | -------- | ----- | ----- | ---- | ------------------- |
| Portugal             | Futbol a Portugal             | FPF       | Selecció | Clubs | Lliga | Copa | Competicions        |
| Espanya              | Futbol a Espanya              | RFEF      | Selecció | Clubs | Lliga | Copa | Competicions        |
| Gibraltar            | Futbol a Gibraltar            | GFA       | Selecció | Clubs | Lliga | Copa | Competicions        |
| França               | Futbol a França               | FFF       | Selecció | Clubs | Lliga | Copa | Competicions        |
| Itàlia               | Futbol a Itàlia               | FIGC      | Selecció | Clubs | Lliga | Copa | Competicions        |
| San Marino           | Futbol a San Marino           | FSGC      | Selecció | Clubs | Lliga | Copa | Competicions        |
| Malta                | Futbol a Malta                | MFA       | Selecció | Clubs | Lliga | Copa | Competicions        |
| Eslovènia            | Futbol a Eslovènia            | NZS       | Selecció | Clubs | Lliga | Copa | Competicions        |
| Croàcia              | Futbol a Croàcia              | HNS       | Selecció | Clubs | Lliga | Copa | Competicions        |
| Bòsnia i Hercegovina | Futbol a Bòsnia i Hercegovina | FSBiH     | Selecció | Clubs | Lliga | Copa | Competicions        |
| Montenegro           | Futbol a Montenegro           | FSCG      | Selecció | Clubs | Lliga | Copa | Competicions        |
| Macedònia            | Futbol a Macedònia del Nord   | FFSM      | Selecció | Clubs | Lliga | Copa | Competicions        |
| Kosovo               | Futbol a Kosovo               | FFK       | Selecció | Clubs | Lliga | Copa | Competicions        |
| Albània              | Futbol a Albània              | FSF       | Selecció | Clubs | Lliga | Copa | Competicions        |
| Grècia               | Futbol a Grècia               | EPO       | Selecció | Clubs | Lliga | Copa | Competicions        |
| Turquia              | Futbol a Turquia              | TFF       | Selecció | Clubs | Lliga | Copa | Competicions        |
| Xipre                | Futbol a Xipre                | KOP       | Selecció | Clubs | Lliga | Copa | Competicions        |
| Israel               | Futbol a Israel               | IFA       | Selecció | Clubs | Lliga | Copa | Competicions        |

### Illes britàniques
| País             | General                   | Federació | Selecció | Clubs | Lliga | Copa | Altres competicions |
| ---------------- | ------------------------- | --------- | -------- | ----- | ----- | ---- | ------------------- |
| Anglaterra       | Futbol a Anglaterra       | FA        | Selecció | Clubs | Lliga | Copa | Competicions        |
| Escòcia          | Futbol a Escòcia          | SFA       | Selecció | Clubs | Lliga | Copa | Competicions        |
| Gal·les          | Futbol a Gal·les          | FAW       | Selecció | Clubs | Lliga | Copa | Competicions        |
| Irlanda del Nord | Futbol a Irlanda del Nord | IFA       | Selecció | Clubs | Lliga | Copa | Competicions        |
| Irlanda          | Futbol a Irlanda          | FAI       | Selecció | Clubs | Lliga | Copa | Competicions        |

### Europa central
| Estat         | General                     | Federació   | Selecció | Clubs | Lliga | Copa | Altres competicions |
| ------------- | --------------------------- | ----------- | -------- | ----- | ----- | ---- | ------------------- |
| Països Baixos | Futbol als Països Baixos    | KNVB        | Selecció | Clubs | Lliga | Copa | Competicions        |
| Bèlgica       | Futbol a Bèlgica            | URBSFA/KBVB | Selecció | Clubs | Lliga | Copa | Competicions        |
| Luxemburg     | Futbol a Luxemburg          | FLF         | Selecció | Clubs | Lliga | Copa | Competicions        |
| Alemanya      | Futbol a Alemanya           | DFB         | Selecció | Clubs | Lliga | Copa | Competicions        |
| Suïssa        | Futbol a Suïssa             | SFV/ASF     | Selecció | Clubs | Lliga | Copa | Competicions        |
| Liechtenstein | Futbol a Liechtenstein      | LFV         | Selecció | Clubs | N/D   | Copa | Competicions        |
| Àustria       | Futbol a Àustria            | OFB         | Selecció | Clubs | Lliga | Copa | Competicions        |
| Polònia       | Futbol a Polònia            | PZPN        | Selecció | Clubs | Lliga | Copa | Competicions        |
| Txèquia       | Futbol a la República Txeca | CFS         | Selecció | Clubs | Lliga | Copa | Competicions        |
| Eslovàquia    | Futbol a Eslovàquia         | SFZ         | Selecció | Clubs | Lliga | Copa | Competicions        |
| Hongria       | Futbol a Hongria            | MLSZ        | Selecció | Clubs | Lliga | Copa | Competicions        |
| Sèrbia        | Futbol a Sèrbia             | FSS         | Selecció | Clubs | Lliga | Copa | Competicions        |
| Romania       | Futbol a Romania            | FRF         | Selecció | Clubs | Lliga | Copa | Competicions        |
| Bulgària      | Futbol a Bulgària           | BFC         | Selecció | Clubs | Lliga | Copa | Competicions        |

### Europa escandinava
| Estat       | General                  | Federació | Selecció | Clubs | Lliga | Copa | Altres competicions |
| ----------- | ------------------------ | --------- | -------- | ----- | ----- | ---- | ------------------- |
| Noruega     | Futbol a Noruega         | NFF       | Selecció | Clubs | Lliga | Copa | Competicions        |
| Suècia      | Futbol a Suècia          | SvFF      | Selecció | Clubs | Lliga | Copa | Competicions        |
| Finlàndia   | Futbol a Finlàndia       | SPL/FBF   | Selecció | Clubs | Lliga | Copa | Competicions        |
| Dinamarca   | Futbol a Dinamarca       | DBU       | Selecció | Clubs | Lliga | Copa | Competicions        |
| Islàndia    | Futbol a Islàndia        | KSI       | Selecció | Clubs | Lliga | Copa | Competicions        |
| Estònia     | Futbol a Estònia         | EJL       | Selecció | Clubs | Lliga | Copa | Competicions        |
| Letònia     | Futbol a Letònia         | LFF       | Selecció | Clubs | Lliga | Copa | Competicions        |
| Lituània    | Futbol a Lituània        | LFF       | Selecció | Clubs | Lliga | Copa | Competicions        |
| Illes Fèroe | Futbol a les Illes Fèroe | FSF       | Selecció | Clubs | Lliga | Copa | Competicions        |

### Europa de l'est
| Estat       | General                | Federació | Selecció | Clubs | Lliga | Copa | Altres competicions |
| ----------- | ---------------------- | --------- | -------- | ----- | ----- | ---- | ------------------- |
| Moldàvia    | Futbol a Moldàvia      | FMF       | Selecció | Clubs | Lliga | Copa | Competicions        |
| Ucraïna     | Futbol a Ucraïna       | FFU       | Selecció | Clubs | Lliga | Copa | Competicions        |
| Belarús     | Futbol a Belarús       | BFF       | Selecció | Clubs | Lliga | Copa | Competicions        |
| Rússia      | Futbol a Rússia        | RFU       | Selecció | Clubs | Lliga | Copa | Competicions        |
| Geòrgia     | Futbol a Geòrgia       | GFF       | Selecció | Clubs | Lliga | Copa | Competicions        |
| Armènia     | Futbol a Armènia       | FFA       | Selecció | Clubs | Lliga | Copa | Competicions        |
| Azerbaidjan | Futbol a l'Azerbaidjan | AFFA      | Selecció | Clubs | Lliga | Copa | Competicions        |
| Kazakhstan  | Futbol al Kazakhstan   | KFF       | Selecció | Clubs | Lliga | Copa | Competicions        |

## Amèrica del Sud

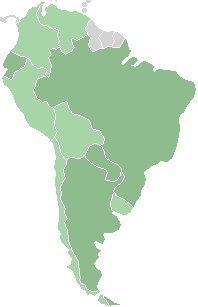
Països de la CONMEBOL.

| Estat     | General              | Federació | Selecció | Clubs | Lliga | Copa | Altres competicions |
| --------- | -------------------- | --------- | -------- | ----- | ----- | ---- | ------------------- |
| Argentina | Futbol a l'Argentina | AFA       | Selecció | Clubs | Lliga | Copa | Competicions        |
| Bolívia   | Futbol a Bolívia     | FBF       | Selecció | Clubs | Lliga | Copa | Competicions        |
| Brasil    | Futbol al Brasil     | CBF       | Selecció | Clubs | Lliga | Copa | Competicions        |
| Colòmbia  | Futbol a Colòmbia    | FCF       | Selecció | Clubs | Lliga | Copa | Competicions        |
| Equador   | Futbol a l'Equador   | FEF       | Selecció | Clubs | Lliga | Copa | Competicions        |
| Paraguai  | Futbol al Paraguai   | APF       | Selecció | Clubs | Lliga | Copa | Competicions        |
| Perú      | Futbol al Perú       | FPF       | Selecció | Clubs | Lliga | Copa | Competicions        |
| Uruguai   | Futbol a l'Uruguai   | AUF       | Selecció | Clubs | Lliga | Copa | Competicions        |
| Veneçuela | Futbol a Veneçuela   | FVF       | Selecció | Clubs | Lliga | Copa | Competicions        |
| Xile      | Futbol a Xile        | FFC       | Selecció | Clubs | Lliga | Copa | Competicions        |

## Amèrica del Nord,CentraliCarib

Mapa de la CONCACAF.

| Sub-regió        | Organisme                         | Abbr. | Num. | Principals competicions                             | Principals competicions |
| Sub-regió        | Organisme                         | Abbr. | Num. | De clubs                                            | De seleccions           |
| ---------------- | --------------------------------- | ----- | ---- | --------------------------------------------------- | ----------------------- |
| Amèrica del Nord | Unió de Futbol d'Amèrica del Nord | NAFU  | 3    | Campeones Cup / Leagues Cup                         | Campionat Nord-americà  |
| Amèrica Central  | Unió Centre-americana de Futbol   | UNCAF | 7    | Copa Centreamericana de la CONCACAF                 | Copa Centreamericana    |
| Carib            | Unió de Futbol del Carib          | CFU   | 31   | Copa del Carib de la CONCACAF Caribbean Club Shield | Copa del Carib          |

### Amèrica del Nord
| Estat        | General                 | Federació | Selecció | Clubs | Lliga | Copa | Altres competicions |
| ------------ | ----------------------- | --------- | -------- | ----- | ----- | ---- | ------------------- |
| Canadà       | Futbol al Canadà        | CSA       | Selecció | Clubs | Lliga | Copa | Competicions        |
| Estats Units | Futbol als Estats Units | USSF      | Selecció | Clubs | Lliga | Copa | Competicions        |
| Mèxic        | Futbol a Mèxic          | FMFA      | Selecció | Clubs | Lliga | Copa | Competicions        |

### Amèrica Central
| Estat       | General              | Federació | Selecció | Clubs | Lliga | Copa | Altres competicions |
| ----------- | -------------------- | --------- | -------- | ----- | ----- | ---- | ------------------- |
| Guatemala   | Futbol a Guatemala   | FNFG      | Selecció | Clubs | Lliga | Copa | Competicions        |
| Belize      | Futbol a Belize      | FFB       | Selecció | Clubs | Lliga | N/D  | N/D                 |
| Hondures    | Futbol a Hondures    | FNAFH     | Selecció | Clubs | Lliga | Copa | Competicions        |
| El Salvador | Futbol a El Salvador | FSF       | Selecció | Clubs | Lliga | Copa | Competicions        |
| Nicaragua   | Futbol a Nicaragua   | FNF       | Selecció | Clubs | Lliga | Copa | Competicions        |
| Costa Rica  | Futbol a Costa Rica  | FCF       | Selecció | Clubs | Lliga | Copa | Competicions        |
| Panamà      | Futbol a Panamà      | FPF       | Selecció | Clubs | Lliga | Copa | Competicions        |

### Carib
| Estat                | General                          | Federació | Selecció | Clubs | Lliga | Copa | Altres competicions |
| -------------------- | -------------------------------- | --------- | -------- | ----- | ----- | ---- | ------------------- |
| Cuba                 | Futbol a Cuba                    | AFC       | Selecció | Clubs | Lliga | N/D  | Competicions        |
| Haití                | Futbol a Haití                   | FHF       | Selecció | Clubs | Lliga | Copa | Competicions        |
| República Dominicana | Futbol a la República Dominicana | FDF       | Selecció | Clubs | Lliga | Copa | Competicions        |
| Jamaica              | Futbol a Jamaica                 | JFF       | Selecció | Clubs | Lliga | Copa | Competicions        |
| Puerto Rico          | Futbol a Puerto Rico             | FPF       | Selecció | Clubs | Lliga | Copa | Competicions        |
| Trinitat i Tobago    | Futbol a Trinitat i Tobago       | TTFF      | Selecció | Clubs | Lliga | Copa | Competicions        |

| Estat                          | Federació | Selecció | Clubs | Lliga         | Copa |
| ------------------------------ | --------- | -------- | ----- | ------------- | ---- |
| Anguilla                       | AFA       | Selecció | Clubs | Lliga         | N/D  |
| Antigua i Barbuda              | ABFA      | Selecció | Clubs | Lliga         | Copa |
| Aruba                          | AVB       | Selecció | Clubs | Lliga         | Copa |
| Bahames                        | BFA       | Selecció | Clubs | Lliga         | Copa |
| Barbados                       | BFA       | Selecció | Clubs | Lliga         | Copa |
| Bermudes                       | BFA       | Selecció | Clubs | Lliga         | Copa |
| Bonaire                        | FFB       | Selecció | Clubs | Lliga         | Copa |
| Curaçao                        | CFF       | Selecció | Clubs | Lliga         | N/D  |
| Dominica                       | DFA       | Selecció | Clubs | Lliga         | Copa |
| Grenada                        | GFA       | Selecció | Clubs | Lliga         | Copa |
| Guadalupe                      | LGF       | Selecció | Clubs | Lliga         | Copa |
| Illes Caiman                   | CIFA      | Selecció | Clubs | Lliga         | Copa |
| Illes Verges Britàniques       | BVIFA     | Selecció | Clubs | Lliga         | N/D  |
| Illes Verges Americanes        | USVISF    | Selecció | Clubs | Lliga         | N/D  |
| Martinica                      | LFM       | Selecció | Clubs | Lliga         | Copa |
| Montserrat                     | MFA       | Selecció | Clubs | Lliga         | N/D  |
| Saint Kitts i Nevis            | SKNFA     | Selecció | Clubs | Kitts / Nevis | Copa |
| Saint Lucia                    | SLFA      | Selecció | Clubs | Lliga         | Copa |
| França Saint-Martin            | CFIN      | Selecció | Clubs | Lliga         | Copa |
| Saint Vincent i les Grenadines | SVGFF     | Selecció | Clubs | Lliga         | N/D  |
| Sint Maarten                   | SMSA      | Selecció | Clubs | Lliga         | N/D  |
| Illes Turks i Caicos           | TCIFA     | Selecció | Clubs | Lliga         | N/D  |
| Guyana                         | GFF       | Selecció | Clubs | Lliga         | Copa |
| Surinam                        | SVB       | Selecció | Clubs | Lliga         | Copa |
| Guaiana Francesa               | LFG       | Selecció | Clubs | Lliga         | Copa |

## Àfrica

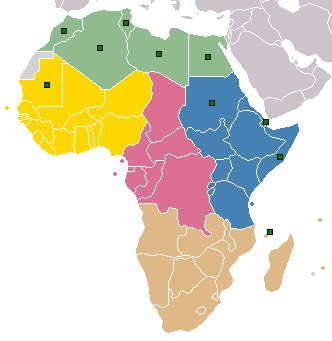
Mapa dels estats membres de la CAF, acolorits segons les cinc federacions regionals. Els que són també a la Unió d'Associacions de Futbol Àrabs estan marcats amb un punt verd.

| Sub-regió         | Organisme                                                            | Abbr.       | Num. | Principals competicions                | Principals competicions    |
| Sub-regió         | Organisme                                                            | Abbr.       | Num. | De clubs                               | De seleccions              |
| ----------------- | -------------------------------------------------------------------- | ----------- | ---- | -------------------------------------- | -------------------------- |
| Àfrica del Nord   | Unió de Federacions de Futbol del Nord d'Àfrica                      | UNAF        | 5    | Copa de Clubs de la UNAF               | N/D                        |
| Àfrica Occidental | Unió de Futbol de l'Àfrica Occidental                                | WAFU / UFOA | 16   | Campionat de Clubs d'Àfrica Occidental | Copa de Nacions de la WAFU |
| Àfrica central    | Unió de les Federacions de Futbol de l'Àfrica Central                | UNIFFAC     | 8    | N/D                                    | Copa CEMAC                 |
| Àfrica oriental   | Consell de les Associacions de Futbol de l'Àfrica Oriental i Central | CECAFA      | 12   | Copa de Clubs de la CECAFA             | Copa de la CECAFA          |
| Àfrica Austral    | Consell de les Associacions de Futbol de l'Àfrica del Sud            | COSAFA      | 14   | N/D                                    | Copa de la COSAFA          |
| Països àrabs      | Unió d'Associacions de Futbol Àrabs                                  | UAFA        | 10   | Lliga de Campions aràbiga              | Copa Àrab de Nacions       |

### Àfrica del Nord
| Comunitat/País | General          | Federació | Selecció | Clubs | Lliga | Copa | Altres competicions |
| -------------- | ---------------- | --------- | -------- | ----- | ----- | ---- | ------------------- |
| Marroc         | Futbol al Marroc | FRMF      | Selecció | Clubs | Lliga | Copa | Competicions        |
| Algèria        | Futbol a Algèria | FAF       | Selecció | Clubs | Lliga | Copa | Competicions        |
| Tunísia        | Futbol a Tunísia | FTF       | Selecció | Clubs | Lliga | Copa | Competicions        |
| Líbia          | Futbol a Líbia   | FLF       | Selecció | Clubs | Lliga | Copa | Competicions        |
| Egipte         | Futbol a Egipte  | EFA       | Selecció | Clubs | Lliga | Copa | Competicions        |

### Àfrica Occidental
| Comunitat/País | General                | Federació | Selecció | Clubs | Lliga | Copa | Altres competicions |
| -------------- | ---------------------- | --------- | -------- | ----- | ----- | ---- | ------------------- |
| Mauritània     | Futbol a Mauritània    | FFRIM     | Selecció | Clubs | Lliga | Copa | Competicions        |
| Mali           | Futbol a Mali          | FMF       | Selecció | Clubs | Lliga | Copa | Competicions        |
| Níger          | Futbol a Níger         | FNF       | Selecció | Clubs | Lliga | Copa | Competicions        |
| Cap Verd       | Futbol a Cap Verd      | FCF       | Selecció | Clubs | Lliga | Copa | Competicions        |
| Senegal        | Futbol a Senegal       | FSF       | Selecció | Clubs | Lliga | Copa | Competicions        |
| Gàmbia         | Futbol a Gàmbia        | GFA       | Selecció | Clubs | Lliga | Copa | Competicions        |
| Guinea Bissau  | Futbol a Guinea Bissau | FFGB      | Selecció | Clubs | Lliga | Copa | Competicions        |
| Guinea         | Futbol a Guinea        | FGF       | Selecció | Clubs | Lliga | Copa | Competicions        |
| Sierra Leone   | Futbol a Sierra Leone  | SLFA      | Selecció | Clubs | Lliga | Copa | Competicions        |
| Libèria        | Futbol a Libèria       | LFA       | Selecció | Clubs | Lliga | Copa | Competicions        |
| Burkina Faso   | Futbol a Burkina Faso  | FBF       | Selecció | Clubs | Lliga | Copa | Competicions        |
| Costa d'Ivori  | Futbol a Costa d'Ivori | FIF       | Selecció | Clubs | Lliga | Copa | Competicions        |
| Ghana          | Futbol a Ghana         | GFA       | Selecció | Clubs | Lliga | Copa | Competicions        |
| Togo           | Futbol a Togo          | FTF       | Selecció | Clubs | Lliga | Copa | Competicions        |
| Benín          | Futbol a Benín         | FBF       | Selecció | Clubs | Lliga | Copa | Competicions        |
| Nigèria        | Futbol a Nigèria       | NFA       | Selecció | Clubs | Lliga | Copa | Competicions        |

### Àfrica Central
| Comunitat/País           | General                         | Federació | Selecció | Clubs | Lliga | Copa | Altres competicions |
| ------------------------ | ------------------------------- | --------- | -------- | ----- | ----- | ---- | ------------------- |
| Txad                     | Futbol al Txad                  | FTF       | Selecció | Clubs | Lliga | Copa | Competicions        |
| Camerun                  | Futbol a Camerun                | FCF       | Selecció | Clubs | Lliga | Copa | Competicions        |
| República Centreafricana | Futbol a la Rep. Centreafricana | FCF       | Selecció | Clubs | Lliga | Copa | Competicions        |
| São Tomé i Príncipe      | Futbol a São Tomé i Príncipe    | FSF       | Selecció | Clubs | Lliga | Copa | Competicions        |
| Guinea Equatorial        | Futbol a Guinea Equatorial      | FEF       | Selecció | Clubs | Lliga | Copa | Competicions        |
| Gabon                    | Futbol a Gabon                  | FGF       | Selecció | Clubs | Lliga | Copa | Competicions        |
| Rep. del Congo           | Futbol a la Rep. del Congo      | FCF       | Selecció | Clubs | Lliga | Copa | Competicions        |
| R.D. del Congo           | Futbol a la R.D. del Congo      | FCFA      | Selecció | Clubs | Lliga | Copa | Competicions        |

### Àfrica Oriental
| Comunitat/País | General                 | Federació | Selecció | Clubs | Lliga | Copa | Altres competicions |
| -------------- | ----------------------- | --------- | -------- | ----- | ----- | ---- | ------------------- |
| Sudan          | Futbol al Sudan         | SFA       | Selecció | Clubs | Lliga | Copa | Competicions        |
| Sudan del Sud  | Futbol al Sudan del Sud | SSFA      | Selecció | Clubs | Lliga | Copa | Competicions        |
| Eritrea        | Futbol a Eritrea        | ENFF      | Selecció | Clubs | Lliga | Copa | Competicions        |
| Etiòpia        | Futbol a Etiòpia        | EFF       | Selecció | Clubs | Lliga | Copa | Competicions        |
| Djibouti       | Futbol a Djibouti       | FDF       | Selecció | Clubs | Lliga | Copa | Competicions        |
| Somàlia        | Futbol a Somàlia        | SFF       | Selecció | Clubs | Lliga | Copa | Competicions        |
| Uganda         | Futbol a Uganda         | FUFA      | Selecció | Clubs | Lliga | Copa | Competicions        |
| Kenya          | Futbol a Kenya          | FKF       | Selecció | Clubs | Lliga | Copa | Competicions        |
| Ruanda         | Futbol a Ruanda         | FRFA      | Selecció | Clubs | Lliga | Copa | Competicions        |
| Burundi        | Futbol a Burundi        | FFB       | Selecció | Clubs | Lliga | Copa | Competicions        |
| Tanzània       | Futbol a Tanzània       | TFF / ZFF | Selecció | Clubs | Lliga | Copa | Competicions        |

### Àfrica Austral
| Comunitat/País | General              | Federació | Selecció | Clubs | Lliga | Copa | Altres competicions |
| -------------- | -------------------- | --------- | -------- | ----- | ----- | ---- | ------------------- |
| Angola         | Futbol a Angola      | FAF       | Selecció | Clubs | Lliga | Copa | Competicions        |
| Zàmbia         | Futbol a Zàmbia      | FAZ       | Selecció | Clubs | Lliga | Copa | Competicions        |
| Malawi         | Futbol a Malawi      | FAM       | Selecció | Clubs | Lliga | Copa | Competicions        |
| Moçambic       | Futbol a Moçambic    | FMF       | Selecció | Clubs | Lliga | Copa | Competicions        |
| Madagascar     | Futbol a Madagascar  | FMF       | Selecció | Clubs | Lliga | Copa | Competicions        |
| Seychelles     | Futbol a Seychelles  | SFF       | Selecció | Clubs | Lliga | Copa | Competicions        |
| Maurici        | Futbol a Maurici     | MFA       | Selecció | Clubs | Lliga | Copa | Competicions        |
| Comores        | Futbol a les Comores | FCF       | Selecció | Clubs | Lliga | Copa | Competicions        |
| Namíbia        | Futbol a Namíbia     | NFA       | Selecció | Clubs | Lliga | Copa | Competicions        |
| Botswana       | Futbol a Botswana    | BFA       | Selecció | Clubs | Lliga | Copa | Competicions        |
| Zimbàbue       | Futbol a Zimbàbue    | ZFA       | Selecció | Clubs | Lliga | Copa | Competicions        |
| Eswatini       | Futbol a Eswatini    | EFA       | Selecció | Clubs | Lliga | Copa | Competicions        |
| Lesotho        | Futbol a Lesotho     | LFA       | Selecció | Clubs | Lliga | Copa | Competicions        |
| Sud-àfrica     | Futbol a Sud-àfrica  | SAFA      | Selecció | Clubs | Lliga | Copa | Competicions        |
| Reunió         | Futbol a Reunió      | LRF       | Selecció | Clubs | Lliga | Copa | Competicions        |

## Àsia

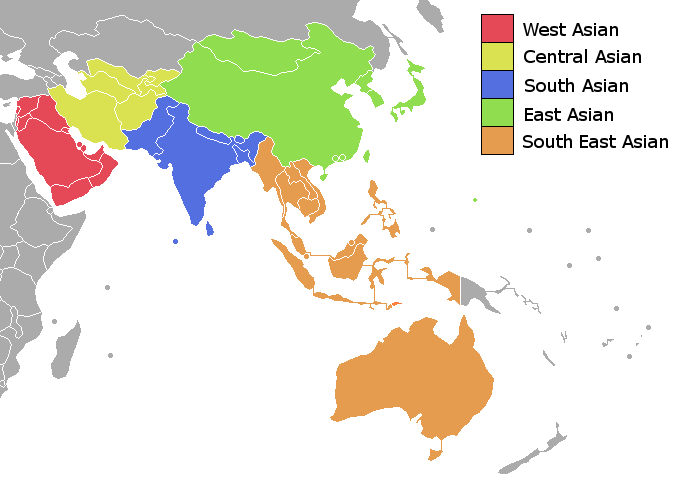
Mapa de les federacions regionals de la Confederació Asiàtica de Futbol.

| Sub-regió              | Organisme                                      | Abbr. | Num. | Principals competicions       | Principals competicions  |
| Sub-regió              | Organisme                                      | Abbr. | Num. | De clubs                      | De seleccions            |
| ---------------------- | ---------------------------------------------- | ----- | ---- | ----------------------------- | ------------------------ |
| Àsia Occidental        | Federació de Futbol de l'Àsia Occidental       | WAFF  | 12   | N/D                           | Campionat de la WAFF     |
| Àsia central           | Associació de Futbol de l'Àsia Central         | CAFA  | 6    | N/D                           | Campionat de la CAFA     |
| Àsia meridional        | Federació de Futbol de l'Àsia del Sud          | SAFF  | 7    | Campionat de clubs de la SAFF | Campionat de la SAFF     |
| Àsia oriental          | Federació de Futbol de l'Àsia Oriental         | EAFF  | 10   | N/D                           | Campionat de la EAFF     |
| Àsia Sud-oriental      | Federació de Futbol del Sud-est Asiàtic        | AFF   | 12   | Super Lliga de l'ASEAN        | Campionat de l'ASEAN     |
| Països àrabs           | Unió d'Associacions de Futbol Àrabs            | UAFA  | 10   | Lliga de Campions aràbiga     | Copa Àrab de Nacions     |
| Països del Golf Pèrsic | Federació de Futbol de la Copa del Golf Aràbic | AGCFF | 8    | Copa de Campions del Golf     | Copa del Golf de Nacions |
| Països del Golf Pèrsic | Federació de Futbol de la Copa del Golf Aràbic | AGCFF | 8    | Recopa del Golf               | N/D                      |

### Àsia occidental
| Comunitat/País      | General                        | Federació | Selecció | Clubs | Lliga | Copa | Altres competicions |
| ------------------- | ------------------------------ | --------- | -------- | ----- | ----- | ---- | ------------------- |
| Síria               | Futbol a Síria                 | SAFF      | Selecció | Clubs | Lliga | Copa | Competicions        |
| Líban               | Futbol al Líban                | ALF       | Selecció | Clubs | Lliga | Copa | Competicions        |
| Palestina           | Futbol a Palestina             | PFA       | Selecció | Clubs | Lliga | Copa | Competicions        |
| Jordània            | Futbol a Jordània              | JFA       | Selecció | Clubs | Lliga | Copa | Competicions        |
| Aràbia Saudita      | Futbol a l'Aràbia Saudita      | SAFF      | Selecció | Clubs | Lliga | Copa | Competicions        |
| Kuwait              | Futbol a Kuwait                | KFA       | Selecció | Clubs | Lliga | Copa | Competicions        |
| Iraq                | Futbol a l'Iraq                | IFA       | Selecció | Clubs | Lliga | Copa | Competicions        |
| Qatar               | Futbol a Qatar                 | QFA       | Selecció | Clubs | Lliga | Copa | Competicions        |
| Bahrain             | Futbol a Bahrain               | BFA       | Selecció | Clubs | Lliga | Copa | Competicions        |
| Emirats Àrabs Units | Futbol als Emirats Àrabs Units | UAEFA     | Selecció | Clubs | Lliga | Copa | Competicions        |
| Oman                | Futbol a Oman                  | OFA       | Selecció | Clubs | Lliga | Copa | Competicions        |
| Iemen               | Futbol al Iemen                | YFA       | Selecció | Clubs | Lliga | Copa | Competicions        |

### Àsia central
| Comunitat/País | General               | Federació | Selecció | Clubs | Lliga | Copa | Altres competicions |
| -------------- | --------------------- | --------- | -------- | ----- | ----- | ---- | ------------------- |
| Iran           | Futbol a l'Iran       | FFIRI     | Selecció | Clubs | Lliga | Copa | Competicions        |
| Afganistan     | Futbol a l'Afganistan | AFF       | Selecció | Clubs | Lliga | Copa | Competicions        |
| Kirguizstan    | Futbol al Kirguizstan | FFKR      | Selecció | Clubs | Lliga | Copa | Competicions        |
| Tadjikistan    | Futbol al Tadjikistan | TFF       | Selecció | Clubs | Lliga | Copa | Competicions        |
| Turkmenistan   | Futbol a Turkmenistan | FFT       | Selecció | Clubs | Lliga | Copa | Competicions        |
| Uzbekistan     | Futbol a l'Uzbekistan | UFF       | Selecció | Clubs | Lliga | Copa | Competicions        |

### Àsia meridional
| Comunitat/País | General             | Federació | Selecció | Clubs | Lliga | Copa | Altres competicions |
| -------------- | ------------------- | --------- | -------- | ----- | ----- | ---- | ------------------- |
| Pakistan       | Futbol a Pakistan   | PFF       | Selecció | Clubs | Lliga | Copa | Competicions        |
| Índia          | Futbol a l'Índia    | AIFF      | Selecció | Clubs | Lliga | Copa | Competicions        |
| Sri Lanka      | Futbol a Sri Lanka  | FFSL      | Selecció | Clubs | Lliga | Copa | Competicions        |
| Maldives       | Futbol a Maldives   | FAM       | Selecció | Clubs | Lliga | Copa | Competicions        |
| Nepal          | Futbol al Nepal     | ANFA      | Selecció | Clubs | Lliga | Copa | Competicions        |
| Bhutan         | Futbol a Bhutan     | BFF       | Selecció | Clubs | Lliga | N/D  | Competicions        |
| Bangladesh     | Futbol a Bangladesh | BFF       | Selecció | Clubs | Lliga | Copa | Competicions        |

### Àsia oriental
| Comunitat/País  | General                 | Federació | Selecció | Clubs | Lliga | Copa | Altres competicions |
| --------------- | ----------------------- | --------- | -------- | ----- | ----- | ---- | ------------------- |
| Mongòlia        | Futbol a Mongòlia       | MFF       | Selecció | Clubs | Lliga | Copa | Competicions        |
| R.P. de la Xina | Futbol a la Xina        | CFA       | Selecció | Clubs | Lliga | Copa | Competicions        |
| Xina Taipei     | Futbol a Taiwan         | CTFA      | Selecció | Clubs | Lliga | N/D  | Competicions        |
| Hong Kong       | Futbol a Hong Kong      | HKFA      | Selecció | Clubs | Lliga | Copa | Competicions        |
| Macau           | Futbol a Macau          | AFM       | Selecció | Clubs | Lliga | Copa | Competicions        |
| Corea del Nord  | Futbol a Corea del Nord | DPRKFA    | Selecció | Clubs | Lliga | Copa | Competicions        |
| Corea del Sud   | Futbol a Corea del Sud  | KFA       | Selecció | Clubs | Lliga | Copa | Competicions        |
| Japó            | Futbol al Japó          | JFA       | Selecció | Clubs | Lliga | Copa | Competicions        |

### Àsia sud-oriental
| Comunitat/País | General                 | Federació | Selecció | Clubs | Lliga | Copa | Altres competicions |
| -------------- | ----------------------- | --------- | -------- | ----- | ----- | ---- | ------------------- |
| Myanmar        | Futbol a Myanmar        | MFF       | Selecció | Clubs | Lliga | Copa | Competicions        |
| Tailàndia      | Futbol a Tailàndia      | FAT       | Selecció | Clubs | Lliga | Copa | Competicions        |
| Laos           | Futbol a Laos           | LFF       | Selecció | Clubs | Lliga | Copa | Competicions        |
| Cambodja       | Futbol a Cambodja       | FFC       | Selecció | Clubs | Lliga | Copa | Competicions        |
| Vietnam        | Futbol a Vietnam        | VFF       | Selecció | Clubs | Lliga | Copa | Competicions        |
| Malàisia       | Futbol a Malàisia       | FAM       | Selecció | Clubs | Lliga | Copa | Competicions        |
| Singapur       | Futbol a Singapur       | FAS       | Selecció | Clubs | Lliga | Copa | Competicions        |
| Brunei         | Futbol a Brunei         | FABD      | Selecció | Clubs | Lliga | Copa | Competicions        |
| Filipines      | Futbol a les Filipines  | PFF       | Selecció | Clubs | Lliga | N/D  | Competicions        |
| Indonèsia      | Futbol a Indonèsia      | FAI       | Selecció | Clubs | Lliga | Copa | Competicions        |
| Timor Oriental | Futbol a Timor Oriental | FFTL      | Selecció | Clubs | Lliga | Copa | Competicions        |

## Oceania

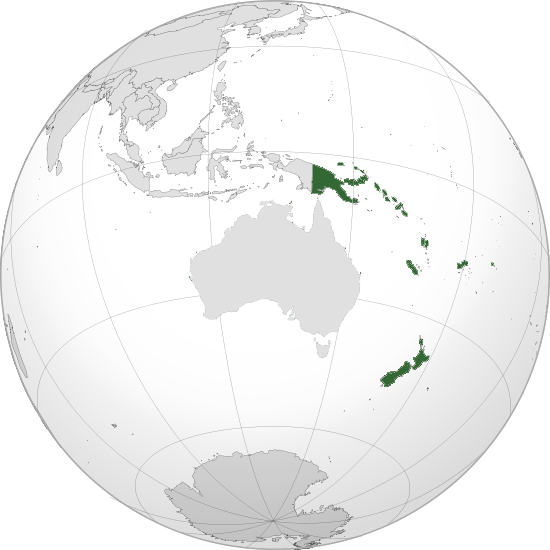
Mapa de la OFC.

| Comunitat/País | General               | Federació | Selecció | Clubs | Lliga | Copa | Altres competicions |
| -------------- | --------------------- | --------- | -------- | ----- | ----- | ---- | ------------------- |
| Austràlia      | Futbol a Austràlia    | FFA       | Selecció | Clubs | Lliga | Copa | Competicions        |
| Nova Zelanda   | Futbol a Nova Zelanda | NZF       | Selecció | Clubs | Lliga | Copa | Competicions        |

| Estat                          | Federació | Selecció | Clubs | Lliga | Copa |
| ------------------------------ | --------- | -------- | ----- | ----- | ---- |
| Fiji                           | FFA       | Selecció | Clubs | Lliga | Copa |
| Illes Cook                     | CIFA      | Selecció | Clubs | Lliga | Copa |
| Kiribati                       | KIFA      | Selecció | Clubs | Lliga | N/D  |
| Nova Caledònia                 | FCF       | Selecció | Clubs | Lliga | Copa |
| Niue                           | NISA      | Selecció | Clubs | Lliga | N/D  |
| Papua Nova Guinea              | PNGFA     | Selecció | Clubs | Lliga | N/D  |
| Samoa Americana                | FFAS      | Selecció | Clubs | Lliga | Copa |
| Samoa                          | FFS       | Selecció | Clubs | Lliga | Copa |
| Salomó                         | SIFF      | Selecció | Clubs | Lliga | N/D  |
| Tahití                         | FTF       | Selecció | Clubs | Lliga | Copa |
| Tonga                          | FTA       | Selecció | Clubs | Lliga | Copa |
| Tuvalu                         | TNFA      | Selecció | Clubs | Lliga | Copa |
| Vanuatu                        | VFF       | Selecció | Clubs | Lliga | Copa |
| Guam                           | GFA       | Selecció | Clubs | Lliga | Copa |
| Illes Mariannes Septentrionals | NMIFA     | Selecció | Clubs | Lliga | Copa |